# Ruenes
Ruenes es una parroquia y un lugar del concejo asturiano de Peñamellera Alta en España.

## Población
Su población es de 101 habitantes, de los cuales 54 son varones y 47 son mujeres, según el último censo del INE 2020

## Barrios
Además del núcleo poblacional, Ruenes consta de los siguientes barrios: 
- El Cau
- Rozacanal
- La Busteriza / La Usteriza
- La Collá
- Río Santa María (El Riu Santamaría)
- Rieña

## Patrimonio
Ruenes posee una casa-fuerte, situada en el lugar de Somohano/Somanu, de la que ya se tienen referencias desde principios del siglo XVII; cerca de ella se encuentran las ruinas del castillo de Somanu, seguramente de origen alto-medieval. Existen tres casas solariegas: en el núcleo principal están "La Portilla" y "La Torre" con escudos nobiliarios de la casa de los Mier, y en el barrio de La Collá "El Palación" (con escudos de los Mier, los Estrada y los Noriega). También destacan la iglesia de Santa María de Ruenes, del siglo XVI, la capilla de San Martín en El Cau (semiderruida), la capilla de Santa Ana en La Collá (desaparecida) y, sobre todo la capilla de El Riu, de origen medieval, aunque en la actualidad se puede datar como del siglo XVI; precisamente en el barrio de El Riu Santa María se celebra una romería en honor de la Virgen del Monte a finales de agosto. La otra fiesta de la parroquia se celebra en el núcleo principal (Ruenes) el 15 de agosto y está dedicada a la Virgen de la Asunción. Ya del siglo XIX y XX son destacables algunas casas de carácter indiano o señoriales, principalmente en Ruenes, como Villa Elena, o algunas casas de los barrios de Tresendín y La Pesa.
Mención aparte merece la gran cantidad de molinos que poseía la parroquia y que se desperdigaban a lo largo de los numerosos ríos que, desde los pies del Cuera, bajan con fuerza hasta el río Jana (El Riu H.ana). Hoy en día aún se pueden ver gran cantidad de ellos, aunque su estado sea ruinoso.
La bebida más típica es la sidra y para elaborarla Ruenes cuenta con varios lagares de uso comunal o familiar, aunque menos de los que existían antiguamente.
El deporte por excelencia son los bolos. En Ruenes se juega la modalidad palma (o birle) aunque con reglas diferentes al resto de los pueblos, debido a que se encuentra justo en el lugar donde se mezclan esta modalidad con la de la cuatreada. Existen dos boleras, una en Ruenes y otra en El Ríu.

## Historia
La primera vez que aparece citado Ruenes es en el libro "Las Asturias de Santillana en 1404", donde aparece con el nombre de Roens.
En el siglo XIX y XX se explotaron los yacimientos de hierro que salpican las laderas del Cuera y que ya se venían utilizando desde, al menos, el siglo XVIII. En 1970 cesó definitivamente la actividad minera dejando una huella imborrable tanto en el paisaje físico como en la memoria colectiva de la parroquia. El cierre de las minas aceleró vertiginosamente la despoblación del pueblo.
Ruenes, desde el siglo XIX, fue un sitio de partida de emigrantes, primero hacia Cuba, EE. UU., México y ya en los años 60 del siglo XX hacia las zonas urbanas asturianas y estatales, hacia Europa y continuó hacia América (México principalmente); actualmente cuenta con una población muy envejecida. Las actividades más comunes son la ganadería, la construcción y los servicios, principalmente con la reconversión de casas y cuadras en hoteles y alojamientos turísticos.
Ruenes es llamado la "Capital del Cuera" por ser el pueblo con mayor dominio de pastos en esta cordillera oriental asturiana.